# قشلاق مازان سفلي
قشلاق مازان سفلي (بالإنجليزية: Qeshlaq-e Mazan-e Sofla)‏ هي منطقة سكنية تقع في قسم اجارود الشمالي الريفي في إيران.